# Championnat du monde féminin de bandy
 (mai 2024).
Si vous disposez d'ouvrages ou d'articles de référence ou si vous connaissez des sites web de qualité traitant du thème abordé ici, merci de compléter l'article en donnant les références utiles à sa vérifiabilité et en les liant à la section « Notes et références ».
Le Championnat du monde féminin de bandy se dispute depuis 2004. La compétition organisée par la Fédération internationale de bandy se tient tous les deux ans.

## Palmarès
| Année | Or     | Argent   | Bronze     | Site                   |
| ----- | ------ | -------- | ---------- | ---------------------- |
| 2004  | Suède  | Russie   | Finlande   | Lappeenranta, Finlande |
| 2006  | Suède  | Russie   | Norvège    | Roseville, États-Unis  |
| 2007  | Suède  | Russie   | Norvège    | Budapest, Hongrie      |
| 2008  | Suède  | Russie   | Finlande   | Borlänge, Suède        |
| 2010  | Suède  | Russie   | Norvège    | Drammen, Norvège       |
| 2012  | Suède  | Russie   | Finlande   | Irkoutsk, Russie       |
| 2014  | Russie | Suède    | Finlande   | Lappeenranta, Finlande |
| 2016  | Suède  | Russie   | Norvège    | Roseville, États-Unis  |
| 2018  | Suède  | Russie   | Norvège    | Chengde, Chine         |
| 2020  | Suède  | Russie   | Norvège    | Oslo, Norvège          |
| 2022  | Suède  | Norvège  | Finlande   | Växjö, Suède           |
| 2023  | Suède  | Finlande | États-Unis | Växjö, Suède           |